# يوهان ماتياس حاسم
يوهان ماتياس حاسم (بالألمانية: Johann Matthias Hase)‏ (و. 1684 – 1742 م) هو عالم فلك، ورسام الخرائط، ورياضياتي، ومؤرخ، وأستاذ جامعي ألماني، ولد في آوغسبورغ، توفي في فيتنبرغ، عن عمر يناهز 58 عاماً.